# Thayngen
Thayngen est une commune suisse du canton de Schaffhouse.

## Histoire
Occupé depuis la préhistoire, le site de Thayngen est, pendant le Moyen Âge, une possession des abbayes de Saint-Blaise et de Petershausen avant de revenir à la ville de Schaffhouse en 1580 (pour la basse justice) et 1723 (pour la haute justice).
En 2004, la commune englobe sa voisine de Barzheim, puis, en 2009, celles d'Altdorf, de Bibern, de Hofen et d'Opfertshofen.

## Géographie

Vue aérienne (1958).

Selon l'Office fédéral de la statistique, Thayngen mesure 19,93 km2.

## Démographie
Selon l'Office fédéral de la statistique, Thayngen possède 4 823 habitants en 2008. Sa densité de population atteint 241 hab./km2.
Le graphique suivant résume l'évolution de la population de Thayngen entre 1850 et 2008 :

## Culture et patrimoine

### Héraldique
| Blason | Blasonnement : Parti de sable à la clé d'argent en pal, le panneton tourné à senestre, et de sinople à la faucille d'argent surmontée d'une croisette pattée. Commentaires : L'ancien blason, attesté depuis 1600 et en usage jusqu'en 1840, portait de gueules à la faucille d'argent, émanchée de brun, virolée d'or, surmontée d'une croisette alésée (fédérale) d'argent. Par la votation du 27 mai 1951, l'électorat de Thayngen a rejeté la reprise de cet ancien emblème. |

### Personnalités liées à la ville
- Rosmarie Tissi, graphiste et typographe suisse.